# 番館
番館（ばんだて）は、青森県弘前市の地名で、旧中津軽郡東目屋村中畑の一部。郵便番号は036-1453。

## 地理
北部を河川が流れ、西は中津軽郡西目屋村に接する。北は中畑、東は米ケ袋、南は旧中津軽郡相馬村大助・沢田、西は中津軽郡西目屋村田代に接する。

### 小字
小字として長田・川島・山腰・山辺がある。

## 歴史

### 沿革
- 1974年（昭和49年） - 中畑の一部から分離、番館になる。

### 地名の由来
- 中世においての城館である番館（館城）跡から。ちなみに番館跡は縄文時代の遺跡ともなっている。
- また、江戸期から明治9年（1876年）まで存在した番館村から。

## 世帯数と人口
2017年（平成29年）6月1日現在の世帯数と人口は以下の通りである。
| 大字              | 世帯数 | 人口  |
| ----------------- | ------ | ----- |
| 番館 （小字全域） | 65世帯 | 160人 |

## 施設

### 商業
- 永楽酒造
- 山崎整備

### 公共
- 番館公民館

## 小・中学校の学区
市立小・中学校に通う場合、学区は以下の通りとなる。
| 大字 | 番地 | 小学校               | 中学校               |
| ---- | ---- | -------------------- | -------------------- |
| 番館 | 全域 | 弘前市立東目屋小学校 | 弘前市立東目屋中学校 |

## 交通
- 弘南バス

番館（弘前 - 田代・川原平・大秋線）停留所。